# Rogelio Marcelo García
Rogelio Marcelo García (Guantánamo, Cuba, 11 de junio de 1965) es un deportista olímpico cubano que compitió en boxeo, en la categoría de peso minimosca y que consiguió la medalla de oro en los Juegos Olímpicos de Barcelona 1992.

## Palmarés internacional
| Juegos Olímpicos | Juegos Olímpicos   | Juegos Olímpicos | Juegos Olímpicos |
| Año              | Lugar              | Medalla          | Prueba           |
| ---------------- | ------------------ | ---------------- | ---------------- |
| 1992             | Barcelona (España) | Medalla de oro   | Peso minimosca   |